# Fritz Gustav Schorr
Fritz Gustav Schorr, auch Friedel, Pseudonym Raoh (* 2. Mai 1901 in Muttenz, Kanton Basel-Landschaft; † 8. Juni 1991 in Brunnen, Kanton Schwyz), war ein Schweizer Plastiker, Maler, Keramiker, Schauwerbegestalter und Raumausstatter.

## Leben und Werk
Schorr besuchte ab 1916 die Allgemeine Gewerbeschule Basel und trat 1918 in die Bildhauerklasse von Otto Meyer (1879–1943) ein. Von 1922 bis 1924 studierte er in München an der privaten Hans Hofmann Schule für Bildende Kunst. Anschliessend besuchte Schorr die École des beaux arts in Genf. Ab 1924 studierte er an der Académie de la Grande Chaumière in Paris. 
Er schuf in der Folge eine Vielzahl kleinformatiger Bilder und in Bronze gegossener Tierplastiken. Zudem arbeitete er für mehrere Modeschöpfer, etwa für Paul Poiret, Madeleine Vionnet und Robert Piguet. Für den aus Polen stammenden Starcoiffeur Antoni Cierplikowski (1884–1976) entwarf er Perücken. In dieser schillernden Welt der Roaring Twenties legte sich Schorr den Künstlernamen «Raoh» zu.
Im Jahr 1935 kehrte er nach Muttenz zurück, um zusammen mit seiner Schwester das Restaurant seiner Eltern vor dem Konkurs zu retten, was jedoch nicht gelang. Er beschloss 1936, nach London zu reisen, und arbeitete zunächst in der Niederlassung von Robert Piguet. Da er sich bereits einen Namen als «animalier» (Schöpfer von Tierskulpturen) gemacht hatte, konnte er sich an Ausstellungen beteiligen und auch Käufer finden. So erwarb die Tate Gallery den in Bronze gegossenen «Bengalischen Tiger» von 1927. 
Schorr eröffnete 1939 sein eigenes Atelier als Schaufensterdekorateur. Dort schuf er u. a. Innendekorationen für Ausstellungen und stellte Skulpturen für Film und Theater her. Zudem entwarf er Stoffe und fertigte eine Vielzahl von Tierplastiken. Noch vor dem Zweiten Weltkrieg eröffnete er das «Bolton Studio» und beschäftigte bis zu achtzehn Mitarbeitern. Diese stellten nach seinen Entwürfen Porzellanfiguren und dekorative Gebrauchsgegenstände her. Zu den Auftraggebern gehörten u. a. Harrods, Elizabeth Arden oder Bally. 
Ab 1988 gab Schorr das Dekorieren von Schaufenstern auf und beschränkte sich auf das Aquarellieren und das Modellieren von Keramiken. Für beides, die Keramiken und die Blumenbilder, fand Schorr stets Liebhaber.
Altersbedingt kehrte Schorr 1988 in die Schweiz zurück und lebte bis zu seinem Tod bei seiner Schwester und deren Familie.